# 754
Вижте пояснителната страница за други значения на 754.

## Починали
- 5 юни – Бонифаций, английски мисионер